# Maharudra
Maharudra (nep. महारुद्र) – gaun wikas samiti w zachodniej części Nepalu w strefie Mahakali w dystrykcie Baitadi. Według nepalskiego spisu powszechnego z 2011 roku liczył on 712 gospodarstw domowych i 4080 mieszkańców (2209 kobiet i 1871 mężczyzn).